# Vittoria Giorni
Vittoria Giorni (Genova, 1º settembre 1793 – Genova, 26 ottobre 1874) è stata una religiosa italiana, fondatrice della congregazione genovese delle Maestre pie di Sant'Agata.

## Biografia
Nata nella parrocchia della Maddalena, suo padre era Niccolò Giorgi, già illustre avvocato di Pietra Ligure, poi monaco olivetano a Quarto. La mamma era Giovanna De Coureil, figlia del conte Giacomo, console generale di Russia a Nizza nel 1892. Avevano personalità profondamente differenti, e la influenzarono nei due sensi opposti della tenacia e della dolcezza.
A causa dei rivolgimenti dell'epoca - la rivoluzione napoleonica, la guerra, la miseria -, la fanciulla passò i suoi primi anni con la famiglia a Firenze, per poi ritornare a Genova quando la situazione divenne più calma.
Sotto la guida del suo direttore spirituale, don Gandolfo, cominciò a dedicarsi all'educazione civile e religiosa delle fanciulle povere. Iniziò tale attività il 1º settembre 1820 in una casa presa in affitto a Granarolo, sulla collina di san Rocco, "fuori dalla porta di San Tommaso". Ciò fu in seguito a una promessa che aveva fatto a Maria Santissima nel momento di una malattia gravissima.
Accompagnavano Vittoria una dozzina di giovani amiche, pedagogicamente e cristianamente preparate. la comunità aveva un carattere prettamente laicale, il che le ottenne la simpatia del popolo e anche della borghesia liberale per l'aiuto concreto alle famiglie più disagiate, e delle famiglie nobili peril rigore signorile con cui Vittoria dirigeva allieve e collaboratrici.
Primo direttore dell'istituto fu il sac. Francesco Agnini, poi vescovo di Sarzana-Brugnato, e dopo di lui il sac. Niccolò Gandolfo, parroco della chiesa gentilizia di San Torpete, sotto la cui direzione la casa ritrovò nuova vitalità, sia a livello della stima da parte di tutta la città, sia nel trovare protettori e aiuti economici. Sotto la sua direzione fu poi comprato il convento e la chiesa di Sant'Agata, nell'allora borgo di San Fruttuoso, sulla riva sinistra del torrente Bisagno. Il complesso, che un tempo apparteneva agli agostiniani, era poi diventato di proprietà della famiglia Pedemonte, la quale non ebbe difficoltà a venderlo. Cosicché il 19 dicembre 1827 le maestre pie vi si trasferirono dalla collina di San Rocco. Il re Carlo Felice espresse loro il 19 dicembre 1827 una speciale approvazione. Poco dopo arrivò anche quella dell'arcivescovo di Genova, mons. Luigi Lambruschini, il quale lo riconobbe come "corpo meramente laicale soggetto pel temporale alla sola sovranità del sovrano e per lo spirituale all'Arcivescovo".
Nel complesso studiavano alunne esterne e interne. Ma già nel 1836 don G. B. Saettone, soprintendente alle scuole elementari del distretto di San Fruttuoso, fece edificare a sue spese nuovi locali scolastici accanto agli esistenti. E ciò si ripeté anche più tardi, nel 1871, in risposta all'aumento del numero delle allieve.
Dice il Semeria:
(p. 443)
Al Gandolfi non mancarono le prove: fu accusato di cattiva amministrazione e citato prima davanti al tribunale ecclesiastico, e poi davanti al senato. Da queste vicende uscì riabilitato, sia a livello ecclesiastico che civile. Ciononostante egli decise di ritirarsi dalla direzione del Conservatorio di Sant'Agata, «non senza decadimento di quell'utilissimo istituto».
Le sorti dell'istituto si rialzarono quando l'8 maggio 1837 moriva a Genova il marchese Pietro Francesco Paggi lasciando ad esso i frutti del suo ricco patrimonio. Venne anche assegnato un nuovo sacerdote direttore.
A quell'epoca la fondatrice viveva ancora, "soggetta però a tali disposizioni di salute che le permettevano bensì assistere alla pia opera, ma non reggerla, come avea fatto per anni diciotto".
La morte di Vittoria sopraggiunse il 26 ottobre 1874.

## Dopo la morte di Vittoria
La congregazione crebbe, tanto che nel 1934 il cardinal Dalmazio Minoretti, arcivescovo di Genova, dichiarò congregazione religiosa le Suore Maestre Pie di Sant'Agata.
Il giorno 27 maggio 2008 a Genova, nei pressi della casa madre delle suore fondate da Vittoria Giorni, è stata intitolata a lei una via.